# Zenillia nymphalidophaga
Zenillia nymphalidophaga là một loài ruồi trong họ Tachinidae.